# Markus Koza

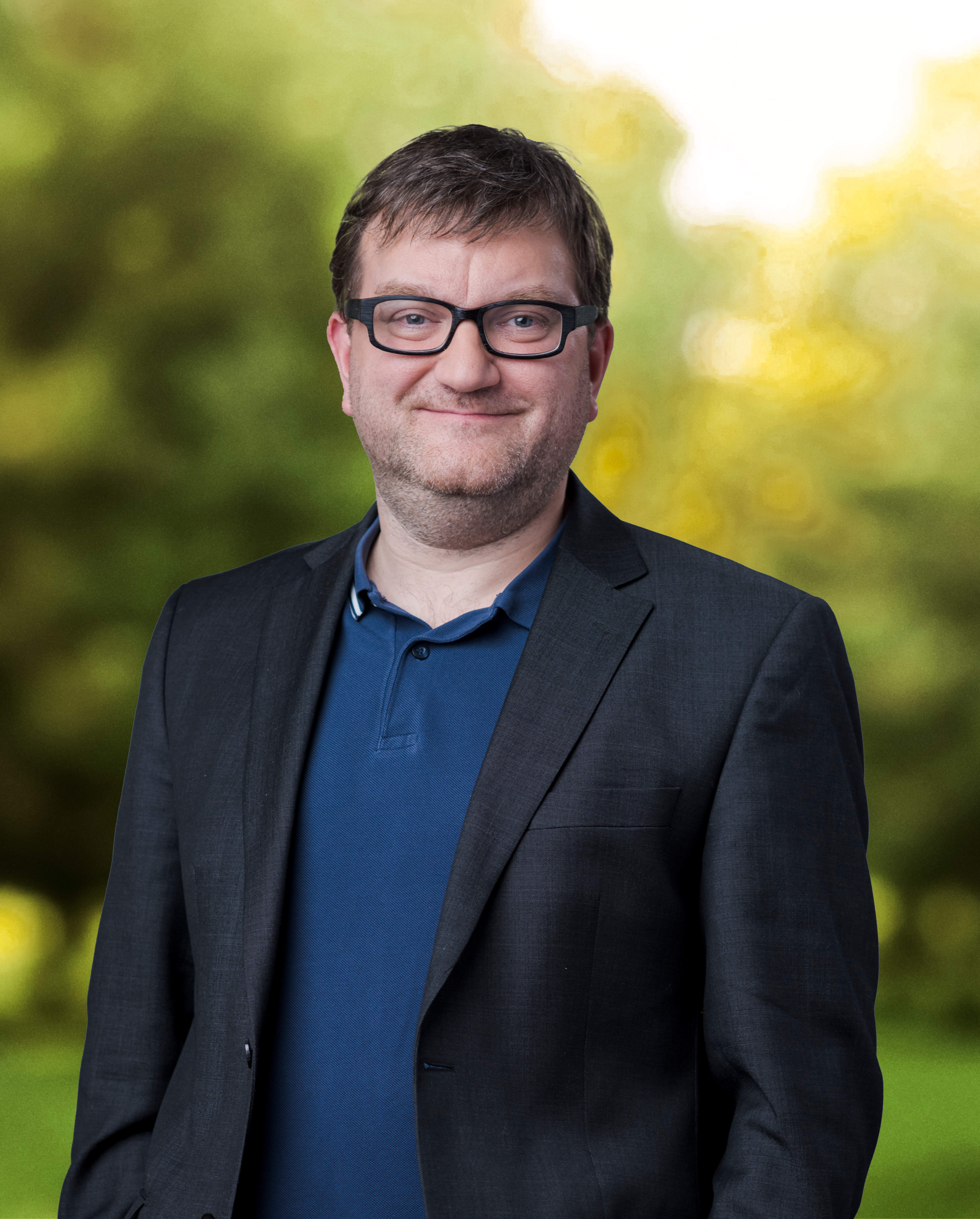
Markus Koza (2024)

Markus Koza (* 12. Dezember 1970 in Linz) ist ein österreichischer Gewerkschaftsfunktionär und Politiker der Grünen. Seit dem 23. Oktober 2019 ist er Abgeordneter zum Nationalrat.

## Leben

### Ausbildung und Beruf
Markus Koza besuchte nach der Volksschule in Hall in Tirol das Realgymnasium Reithmanngasse in Innsbruck und die Handelsakademie in Villach, wo er 1989 maturierte. Anschließend begann er ein Diplomstudium der Volkswirtschaft an der Wirtschaftsuniversität Wien, das er 2002 mit einer Diplomarbeit zum Thema Von der Freiheit in den Fabriken: Arbeiterselbstverwaltung in Spanien 1936 – 1939 als Magister abschloss. Während des Studiums war er unter anderem von 1995 bis 1997 Alternativreferent und Mitglied der Bundesvertretung der Österreichischen Hochschülerinnen- und Hochschülerschaft (ÖH) sowie Fraktionssprecher der GRAS (Grüne & Alternative Student_innen).
Seit 1999 ist er beim Verein IGA (Institut zur Entwicklung Gesellschaftlicher Alternativen) angestellt, seit 2000 ist er dort Betriebsratsvorsitzender. 1999 wurde er Bundessekretär der AUGE/UG (Alternative Grüne und Unabhängige GewerkschafterInnen), 2003 Mitglied des Bundesvorstandes des Österreichischen Gewerkschaftsbundes (ÖGB) und 2011 Vorsitzender der Unabhängigen GewerkschafterInnen im ÖGB (UG).

### Politik
Koza ist als Bezirksrat Mitglied der Bezirksvertretung im Wiener Gemeindebezirk Wieden, wo er 2018 Philip König als Klubobmann der Grünen nachfolgte.
Bei der Nationalratswahl 2019 kandidierte er für die Grünen auf dem sechsten Listenplatz der Bundesliste und auf Platz acht im Landeswahlkreis Wien. Am 23. Oktober 2019 wurde er zu Beginn der XXVII. Gesetzgebungsperiode als Abgeordneter zum österreichischen Nationalrat angelobt. Im Rahmen der Koalitionsverhandlungen zur Regierungsbildung 2019 verhandelte er in der Hauptgruppe Soziale Sicherheit, neue Gerechtigkeit und Armutsbekämpfung. Im Grünen Parlamentsklub wurde er Bereichssprecher für Arbeit und Soziales.
Für die Nationalratswahl 2024 wurde er auf Platz vier der Wiener Landesliste und auf Platz sechs der Bundesliste der Grünen gereiht. In der am 24. Oktober 2024 beginnenden XXVIII. Gesetzgebungsperiode blieb er Bereichssprecher für Arbeit und Soziales.